# おにぎりスキッパーズ2
おにぎりスキッパーズ2（おにぎりすきっぱーず2）は、日本の劇団。1993年、主宰の三島ゆたかを中心に旗揚げ。

## 概要
前身である「おにぎりスキッパーズ」は発足当時、エンターテイメント色の濃いラップバンドとして吉祥寺のライブハウスからスタートした。1994年にバンドメンバーが脱退したため、劇団としての公演形式に移行。下北沢OFFOFFシアター他で公演するものの、2000年1月に解散公演。その後、2001年にユニット形式で、名前を「おにぎりスキッパーズ2」と改めて演劇創作活動を再開。現在の公演ペースは年2回程度。 2009年、結成15年を節目により高いクオリティの作品作りのため再劇団化した。2025年、10年の休止期間を経て「みまもり刑事　The curse of chrome dome」を上演。

## 劇団員
- 三島ゆたか(1993~)
- 橋本俊一(1994~)
- 和田サトシ(1995~)
- 宮咲久美子(2001~)
- 橋本智恵子(1998~)
- 平野めぐみ(2000~)
- 吉浦正一(2001~)
- 内藤トモヤ(2004~)
- 佐々木未来(2007~)
- 山中希予(2006~)
- 長田涼子(2007~)
- 塚西勇太(2005~)
- 河田為雄(1999~)
- 太田春彦(1994~)
- 森久保祥太郎(1993~)

## レギュラー出演者
- 右田晃
- つげとものすけ
- 斎藤勉（豆もやしゴロー）
- 荒木誠
- ナガセケイ
- 立石由衣
- 仁科咲姫
- よしえつねお
- 鮪男（川倉正一）
- 田野良樹
- さわまさし
- 百瀬あのん

## 元劇団員
- 斉藤剛
- 入山直子
- 鈴木優
- 指田ゆか子
- 藤本学
- 三島佳代
- 末柄拓郎
- 瀬上摩衣
- たれやなぎ(2008~)
- 鳴海剛(2008~)
- 稲垣美雨

## 過去の公演
「おにぎりスキッパーズ」時代の公演
- 『TURN OVER』（1993年）-旗揚げ公演
- 『TURN OVER　やる気ばかりが空回り』（1993年）
- 『LOOSE BALL 寄る辺のない魂』（1994年）
- 『SKY HOOK』（1994年）
- 『T.O.T トリプルオーバータイム』（1994年）
- 『TRASH TALKS』（1995年）
- 『おにぎりJAM SESSION』（1995年）
- 『Alley－oop』（1995年）
- 『SKY HOOK』（1995年）
- 『BUZZER BEATER』（1996年）
- 『W－CLUTCH』（1996年）
- 『LOOSE BALL REMIX』（1996年）
- 『KILLER CROSS OVER』（1996年）
- 『みまもり刑事 SWISH!』（1997年）
- 『T.O.T 97』（1997年）
- 『SPIN MOVE』（1997年）
- 『OH！ WHAT A BRICK！』（1998年）
- 『SWEEP！』（1998年）
- 『みまもり刑事 THE QUICK TEMPER』（1999年）
- 『おにぎりJAM SESSION2』（1999年）
- 『PICK‘N ROLL』（1999年）
- 『みまもり刑事 DUNK』（2000年）-おにぎりスキッパーズ解散公演

「おにぎりスキッパーズ2」以降の公演
- 『妄想騎兵不知火』（2001年）
- 『正義の掟。』（2002年）
- 『殺し屋迷走』（2003年）
- 『みまもり刑事 NG ドンマイ！』（2003年）
- 『×（2K） バイザルーム』（2004年）
- 『みまもり刑事 NG ジャンボ！』（2004年）
- 『つぼみの日記。』（2005年）
- 『BP』（2005年）
- 『侍ヘンドリクス』（2006年）
- 『監禁女王』（2006年）
- 『真夏のおでん』（2007年）
- 『痛快!!　黄昏ハイク～ル!』（2008年）
- 『三角が丸になった日。』（2009年）
- 『みまもり刑事Ｚ　フラッシュ！』（2009年）
- 『ランドセル★ガール』（2009年）-プロデュース公演
- 『真・侍ヘンドリクス』（2010年）
- 『セマセマ』（2010年）
- 『拡がっていくかもしれないし、気に入って狭まっていく世界』（2010年）
- 『歪な王子』（2011年）
- 『みまもりゼロ』（2012年）
- 『今夜、そこから見下ろして』（2013年）
- 『ＲＥＶＥＲＩＥ』（2013年）
- 『鐐　シロガネ』（2015年）
- 『みまもり刑事　The curse of chrome dome』（2025年）